# 本特·罗赫
本特·罗赫（荷蘭語：Bente Rogge，1997年10月2日—），荷兰女子水球运动员。她曾代表荷兰国家队参加2024年夏季奥林匹克运动会女子水球比赛，获得一枚铜牌。

## 家庭
妹妹丽克·罗赫。